# Myiagra atra
Monarca-de-biak ou papa-moscas-das-biak (Myiagra atra) é uma espécie de ave da família Corvidae.
É endémica da Nova Guiné Ocidental, Indonésia.
Os seus habitats naturais são: florestas subtropicais ou tropicais húmidas de baixa altitude e florestas de mangal tropicais ou subtropicais.
Está ameaçada por perda de habitat.